# Elvo
El río Elvo (en piamontés, Elv ) es un río del norte de Italia, afluente por la derecha del río Cervo y que discurre por la región del Piamonte. Tiene una longitud de 58 km y una cuenca hidrográfica de 300 km².

## Etimología
El río se llamava Helevo en los documentos medievales in Latín.

## Curso del río
El Elvo nace desde el monte Mars y desciende el valle homónimo hasta  Occhieppo Inferiore. Desde aquí atraviesa la llanura padana con un ancho lecho desembocando al final en el Cervo por la derecha entre Collobiano y Quinto Vercellese.

## Principales afluentes

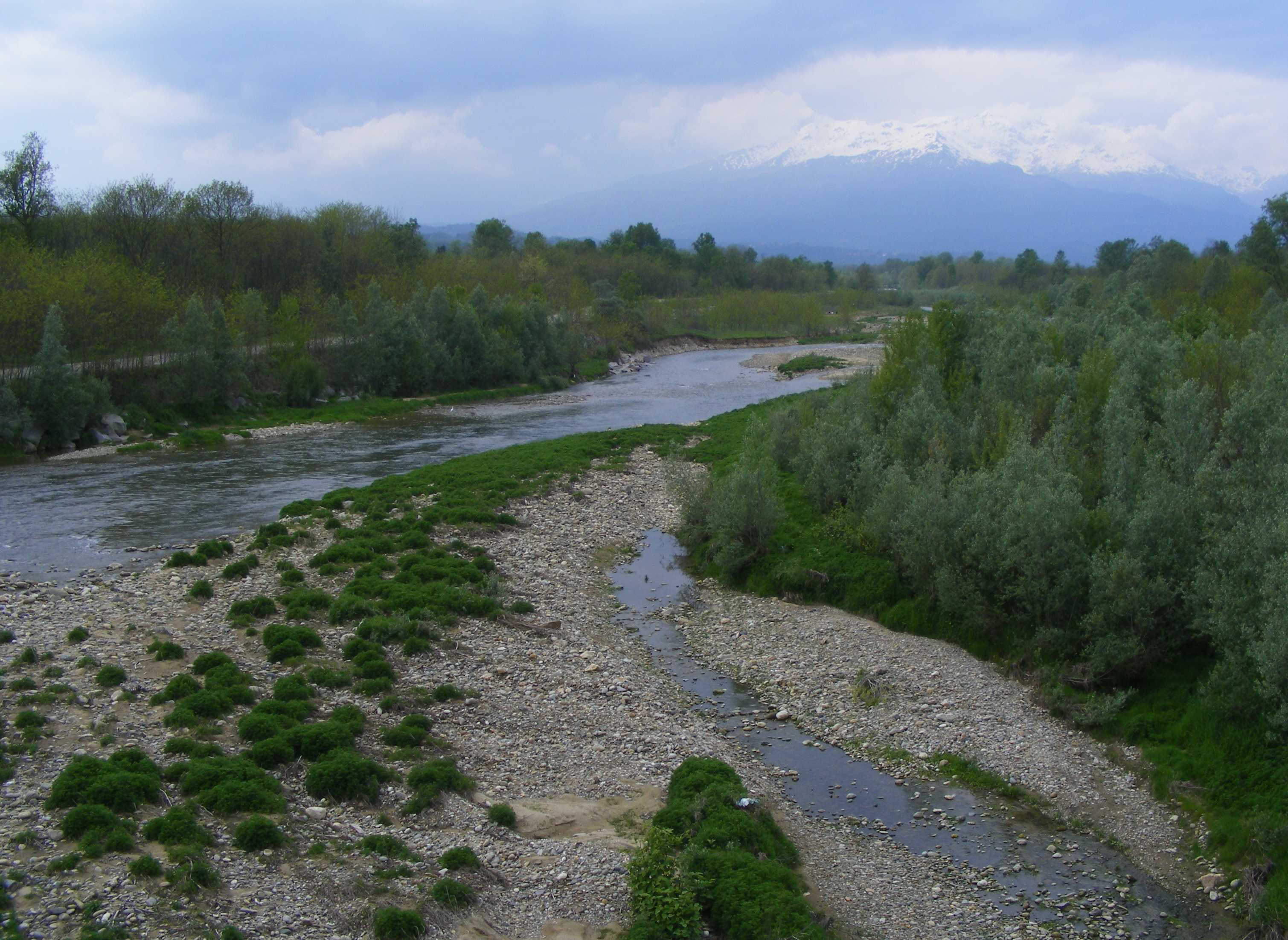
El Elvo cerca de Cerrione

Los principales afluentes del Elvo son:
- por la izquierda:
  - Rivo Canale,
  - Torrente Oremo;
- por la derecha: 
  - Rio della Lace,
  - Torrente Janca,
  - Ingagna,
  - Olobbia,
  - Canale Depretis.[4]